# Jardin d'Acclimatation

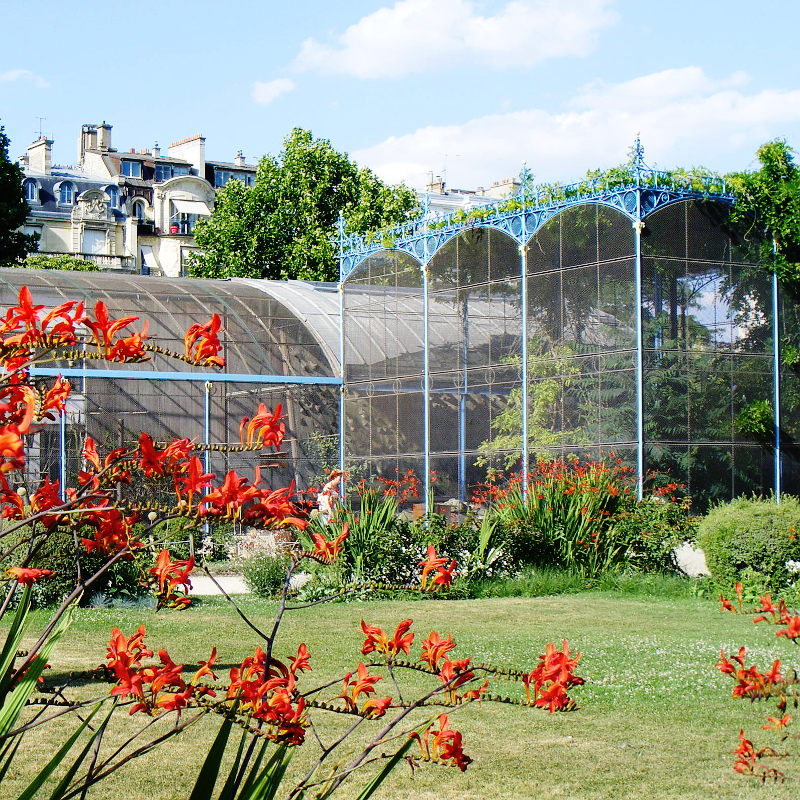
Aviario en el jardín.

Jardin d'Acclimatation ("Jardín de Aclimatación" en español) es un parque de atracciones localizado en París, capital de Francia. Se extiende en alrededor de 19 hectáreas y está situado en el corazón del Bosque de Boulogne, en el XVI Distrito. Posee una estación del metro de París, la de Les Sablons.

## Historia
En 1854, el zoólogo Isidore Geoffroy Saint-Hilaire fundó la Sociedad Imperial Zoológica de Aclimatación, actualmente Sociedad Nacional de Protección de la Naturaleza (Société Nationale de Protection de la Nature; SNPN), a fin de contribuir a la introducción y aclimatación de especies animales exóticas para el beneplácito de visitantes y eventuales explotaciones agrícolas y comerciales. Para concretar esos proyectos, se contrata en julio de 1859 al arquitecto Gabriel Davioud y al paisajista Jean-Pierre Barillet-Deschamps para realizar un jardín en Bosque de Boulogne, en 19 hectáreas disponibles por la municipalidad de París.
Lo inauguró Napoleón III el 6 de octubre de 1860 y el Jardín Zoológico de Aclimatación se componía de osos, una jirafa, camellos, canguros, bananeros y bambúes. En 1861, se añadió un acuario. En 1866, el jardín contaba con más de 110.000 animales.

### Zoológicos humanos

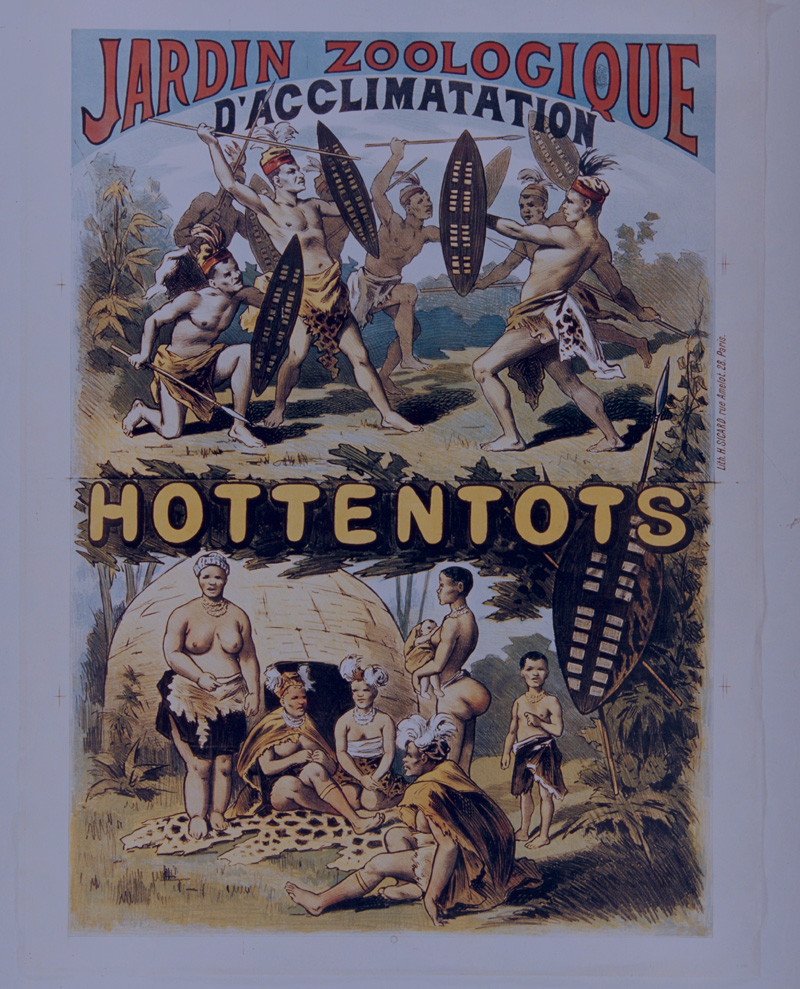
Cartel de presentación c. 1870.

Entre 1877 y 1912, el jardín fue convertido en el L'Acclimatation Anthropologique, un zoológico humano en donde se presentaban familias enteras de pueblos indígenas del mundo (nubios, bosquimanos, zulúes, lapones, kali'nas, selknam, mapuches, entre otros) tras las rejas, a la vista de los visitantes, siendo al mismo tiempo tratados como animales.

### Cierre
El jardín cerró al público durante la Guerra franco-prusiana de 1870, utilizándose para instalar cocinas que sirvieran a la población en caso de un sitio. En septiembre, ciertos animales fueron evacuados a zoológicos extranjeros, mas muy rápido los medios de transporte fueron paralizados, y París quedó sitiada. El invierno fue particularmente rudo y el racionamiento obligó a sacrificar a los últimos pensionados del Jardín para alimentar a los parisinos.
En 1900, este jardín fue el primero en instalar dispositivos educativos y culturales: conferencias de higiene, viajes, medicina, aclimatación, con fotos proyectadas sobre pantallas), conciertos, espectáculos deportivos, cine al aire libre, circos, y tiovivos para niños.
En 1952, el jardín fue principalmente un «parque de paseo, de conquista de aire libre, con atracciones convertidas en instructivas, deportivas y familiares». Un teatro de guiñoles fue abierto, los felinos desaparecieron y se redujo la fauna en general.
En los años 1960, Le Jardin d'Acclimatation se rearmó, y se implantó el Museo Nacional de las Artes y las Tradiciones Populares, en 1969 en nuevas edificaciones de tipo moderno especialmente diseñadas, antes de cerrar en 2005. Una pequeña granja en 1971, un edificio de teatro en 1973, el Museo de Hierbas en 1975. La capilla de Silvia Monfort se instaló por dos años, en 1978.
A finales del siglo XX, Le Jardin d'Acclimatation se orientalizó mediante la adquisición de una mansión de té, un puente lacado en negro y un jardín coreano, que simboliza la amistad entre París y Seúl.
La sociedad concesionaria para la Ciudad de París del Jardín de Aclimatación pertenece al Grupo LVMH. El parque es operado por Compagnie des Alpes.

## Atracciones y juegos

### Atracciones
- La Machine à Vapeur
- La Rivière des Chèvres
- La Tour de l'Horloge
- Le Petit Carrousel
- Les Chaises Volantes
- Les Chevaux Galopants
- Les Grenouilles
- Les Jonques Chinoises
- Les Side-Cars
- Les Speed Rockets

### Juegos
- La Fontaine Sèche
- La Pataugeoire
- La Pêche aux Canards
- Le Labyrinthe de l'Ours
- Les Aventures Forestières
- Les Miroirs Déformants